# Rezerwat Tysiąclecia na Cergowej Górze
Rezerwat Tysiąclecia na Cergowej Górze – leśny rezerwat przyrody położony na północnych stokach Cergowej w gminie Dukla w województwie podkarpackim. Naturalne lasy mieszane: olszynka karpacka, wielogatunkowy grąd, jaworzyna górska. Ponad 100 okazów cisa pospolitego.
- numer według rejestru wojewódzkiego: 17
- powierzchnia: 61,74 ha[1] (akt powołujący podawał 61,35 ha)
- dokument powołujący: M.P. z 1963 r. nr 15, poz. 90
- rodzaj rezerwatu: leśny[1]
- przedmiot ochrony (według aktu powołującego) – fragment lasu mieszanego o cechach zespołu naturalnego z bogatą i ciekawą florą.